# タンタン アメリカへ
『タンタン アメリカへ』（フランス語: Tintin en Amérique）は、ベルギーの漫画家エルジェによる漫画（バンド・デシネ）、タンタンの冒険シリーズの3作目である。ベルギーの保守紙『20世紀新聞』 （Le Vingtième Siècle）の子供向け付録誌『20世紀子ども新聞』（Le Petit Vingtième）にて1931年9月から1932年10月まで毎週連載されていた。当初はモノクロであったが、1946年に著者本人によってカラー化された。ベルギー人の少年記者タンタンを主人公とし、愛犬スノーウィと共にアメリカ合衆国に派遣され、同地のアル・カポネといった実在の犯罪者の陰謀に巻き込まれたり、アメリカの極端な資本主義やアメリカ先住民（インディアン）の扱いを批判する物語が展開される。
最初にタンタンの企画が持ち上がった時から、アメリカ先住民に憧れを抱いていたエルジェは、アメリカを舞台とすることを切望していた。これまで作品は、新聞社の経営者であるノルベール・ヴァレーズの指示の下でテーマと舞台が決められていたが、本作で初めてエルジェ自身が舞台を設定できた。アメリカ政府に対してアメリカ先住民の扱いの改善を促すという目的もあったが、カトリック的な保守主義者であるヴァレーズの意向である、過度な資本主義や物質主義を批判するといったテーマも含まれていた。また、前作『タンタンのコンゴ探険』で見られたように、先住民を騙されやすい素朴な人種として描く、人種差別的な描写もまま見られた。
本作は前作『タンタンのコンゴ探険』に続いて商業的な成功を収め、完結後にすぐにÉditions du Petit Vingtième社から書籍として出版された。1945年にはリーニュクレールの技法を用いたカラー版が出版され、その際にいくつか改変が加えられている。1991年にはカナダのアニメーション製作会社のネルバナとフランスのEllipseによるテレビアニメシリーズの中で、本作が映像化されている。
日本語版は、2004年にカラー版を底本にして福音館書店より出版された（川口恵子訳）。

## あらすじ
『20世紀子ども新聞』の報道記者であるベルギー人少年タンタンは、アメリカ合衆国を取材するため、愛犬のスノーウィと共に現地へ派遣される。発展した都市であるシカゴに到着したタンタンであったが、タクシー運転手に誘拐されかけるなどのトラブルに見舞われる。やがてタンタンは、コンゴにおいてアメリカン・マフィアの大物アル・カポネの陰謀を潰したことから彼の恨みを買い、懸賞金をかけられていたことを知る。こうしてタンタンは、再度カポネとの対決を迫られ、敵対ギャングのボビー・スマイルズとの戦い、その中で郊外で迫害を受けるアメリカ先住民たちとも出会う。

## 歴史

### 執筆背景

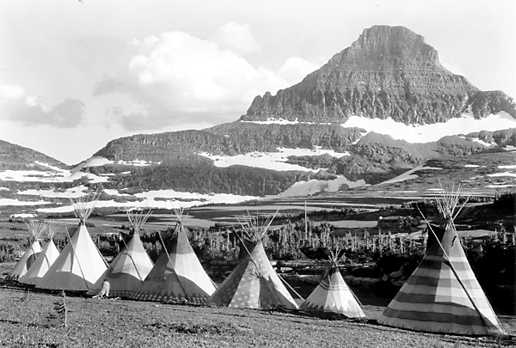
ブラックフット族のティピーの写真（1933年）

作者のエルジェ（本名：ジョルジュ・レミ）は、故郷ブリュッセルにあったローマ・カトリック系の保守紙『20世紀新聞』（Le Vingtième Siècle）で働いており、同紙の子供向け付録誌『20世紀子ども新聞』（Le Petit Vingtième）の編集とイラストレーターを兼ねていた。
同紙は教会のアベで、親ファシストでもあったノルベール・ヴァレーズが経営と編集長を務めており、「教義と情報のためのカトリック新聞」を標榜し、彼の親ファシスト的な論調はそのまま紙面にも反映されていた 。
ハリー・トンプソンによれば、当時のベルギーにおいて、こうした政治思想は一般的なものであり、エルジェの周囲には「愛国心、カトリック、厳しい道徳、規律、純真」を主とする保守思想が浸透していた。
1929年、エルジェの代表作となる、架空のベルギー人の少年記者・タンタンの活躍を描く『タンタンの冒険』の連載が始まった。シリーズはヴァレーズによってテーマと舞台が決められていた。第1作『タンタン ソビエトへ』は舞台をソビエト連邦とし、反共産主義がテーマであった。第2作『タンタンのコンゴ探険』は舞台をベルギー領コンゴとして植民地主義の振興が目的であった。
3作目となる本作はアメリカ合衆国が舞台と決まった。そもそも第1作目の段階で、アメリカ先住民に憧れを持つエルジェは、アメリカを舞台とした作品を描きたいと構想していたが、今まではヴァレーズに却下されていたという経緯があった。
ヴァレーズを含めた、当時のベルギーの保守主義者にとってアメリカはソ連と同じくらいに非常に批判的な国であった 。
程度の差はあれ、エルジェ自身もアメリカの資本主義、消費主義、機械化は、伝統的なベルギー社会への脅威と認識していた。
よってヴァレーズは、アメリカの資本主義を糾弾する物語とすることをエルジェに要求したが、一方で、エルジェが望んだアメリカ先住民の描写にはほとんど興味を示さなかった。
この結果、タンタンとアメリカ先住民の出会いは物語全体のわずか6分の1程度のものであった。
エルジェは、西部劇を通して広く浸透していた「残酷な野蛮人」というステレオタイプな印象を払拭することを望み、その先住民に対する描写は広く同情的なものであったが、一方で前作『タンタンのコンゴ探険』で描いたコンゴ人のように、騙されやすい素朴な人種としても描いていた。

### アメリカ描写の取材

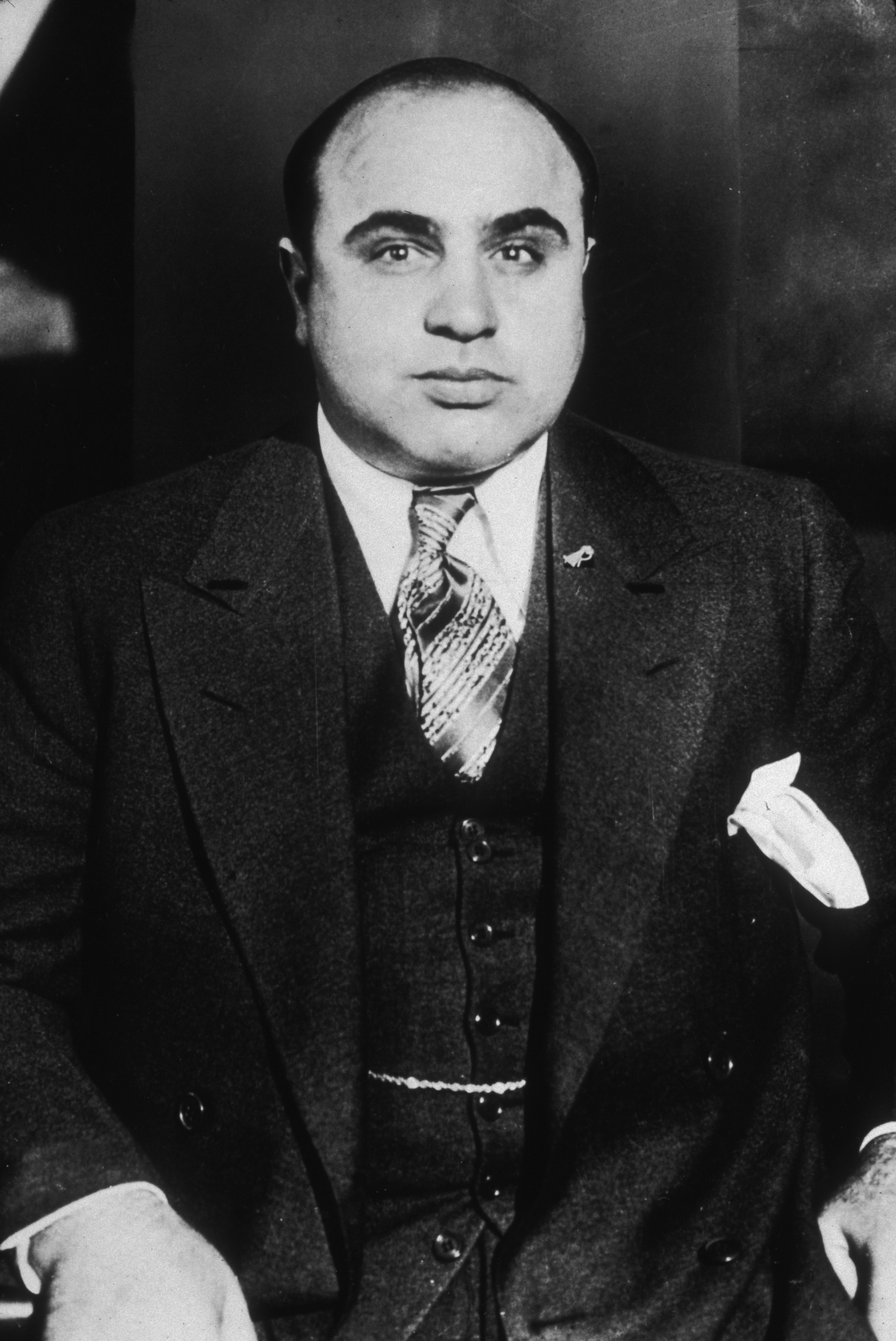
実在のシカゴ・ギャングのボスであるアル・カポネが本作では敵役として登場した。

前2作の舞台となったソビエト連邦やコンゴについてエルジェはよく知らずに描いたが、本作のアメリカについてはかなり事前調査を行おうとしたように思われる。
アメリカ先住民について詳しく知るため、エルジェは1928年の書籍『Mœurs et histoire des Indiens Peaux-Rouges』を読み、またブリュッセル民族学博物館を訪問した。
その結果、エルジェが描いたアメリカ先住民の描写は「基本的に正確」なものであった。
ウォーボンネットが描かれていたことで、時にエルジェがステレオタイプのインディアンを描いたと指摘されることがあるが、実際に彼がモデルにしたブラックフット族は、ウォーボンネットを着用する文化があった。
シカゴや、同地のギャングについてはジョルジュ・デュアメルが1930年に出版した『未来生活情景』を参考にした。1929年のウォール街大暴落を背景に書かれたこの著作は、消費主義や近代主義に対する強い批判が含まれ、ヨーロッパの保守主義者の観点から機械化や均一化が進むアメリカを批判するというものであった。これはヴァレーズとエルジェが抱いていたアメリカへの批判的視点を補強するものであった。食肉工場の場面など、デュアメルの描写から多く引用されている。
エルジェは過激派雑誌『Le Crapouillot』の1930年10月の特別版にも影響を受けている。この号はアメリカ特集として様々な写真が掲載されており、これがエルジェのアメリカ描写に参照されている。
そして高層ビル群の写真を、シカゴ描写の基本に置き、また石油が発見されたことでアメリカ先住民が土地から追い出されたという説明を採用した。

### オリジナル版（1931年-1932年）
本作は1931年9月3日から1932年10月20日まで『20世紀子ども新聞』誌上で連載された。当初のタイトルは『Les Aventures de Tintin, reporter, à Chicago』（記者タンタンの冒険 シカゴへ）であった。地名がアメリカではなくシカゴであったのは、当時、世界的に有名であった国際都市シカゴを通して、アメリカの資本主義や犯罪への批判に焦点を当てたかったというヴァレーズの意向が反映されたものであった。
その後、物語の舞台がシカゴの西に移ると、エルジェはタイトルを『Les Aventures de Tintin, reporter, en Amérique』（記者タンタンの冒険 アメリカへ）に改題した。
本作におけるスノーウィの活躍は減り、タンタンとスノーウィが会話で意思疎通するのは本作が最後となった。
完結後は前2作と同様に、役者が演じるタンタンがブリュッセルに帰還したという宣伝イベントを開き、これも人気を博した。
1932年には過去2作と同様にÉditions du Petit Vingtième（20世紀子供出版）が1冊の書籍にまとめて、刊行した。これはエルジェのもう1つの代表作『クックとプッケ』の第1巻と同時発売であった。
1934年に、次作『ファラオの葉巻』より書籍版の出版を担うようになったカステルマン社より、第2版が出版された。
また、1936年にはカステルマンがカラーページを加えたバージョンの出版を打診し、エルジェはこれに応じたが、表紙をカーチェイスシーンにする依頼は拒否した。

### カラー化（1945年）
1940年代から1950年代にかけてエルジェの人気が高まると、エルジェはスタジオのチームと共に、今までのモノクロ版をカラーにリニューアルする作業に着手した。この作業ではエルジェが開発したリーニュクレールの技法が用いられた。本作は1945年にカラー化の作業が始まり、1946年にカステルマンより出版された。
他の作品のカラー化でも見られたように、本作でもカラー化に合わせて様々な変更がなされた。例えば政府によるアメリカ先住民に対する悪辣な扱いに関する解説のいくつかはトーンダウンしている。先住民の部族名も変更され、アル・カポネの描写も、リメイク版当時には彼が弱体化していたことで傷だらけの顔にしている。
スノーウィを食べようとした中国人のチンピラは削除され、ベルギーへの言及も除去されるなど、より国際的な作品に変えられた。

### その後の出版歴
カステルマン社は、1973年に、エルジェ全集の第1部として『タンタン ソビエトへ』や『タンタンのコンゴ探険』とともに、オリジナルのモノクロ版を出版した。その後、さらに1983年にオリジナル版の複製版を出版している。 
日本語版は、カラー版を底本に、2004年に川口恵子訳として福音館書店から出版された。福音館版は順番が原作と異なっており、本作はシリーズ20作目という扱いであった。
アメリカにおいて本作の翻訳版を出版するにあたって、先住民が住処から追いやられるシーンについて懸念を伝えたが、エルジェはシーンの削除については拒絶した。
1973年にアメリカで出版された版では、子どもたちの人種統合を促進を避けたいという理由で、エルジェは黒人を削除し、白人やヒスパニック系に置き換えた。

## 翻案
1991年から1992年に掛けて放映されたカナダのアニメーション製作会社のネルバナとフランスのEllipseによる『タンタンの冒険』（Les Aventures de Tintin）において映像化された。本作は最終エピソードとして制作されたが、最も改変され、ほぼ新しい物語と言っても差し支えないものになっていた。アメリカ先住民とのエピソードはなくなり、ギャングとの戦いが主になっている。また、最後についても単純にヨーロッパに帰還して終わりではなく、新たな事件（冒険）を予期させる電話で終わる。